# Arachnomycetales
Arachnomycetales är en ordning av svampar. Arachnomycetales ingår i klassen Eurotiomycetes, divisionen sporsäcksvampar och riket svampar.
|                  | Pyrenulales                         |
|                  |                                     |
|                  | Onygenales                          |
|                  |                                     |
|                  | Verrucariales                       |
|                  |                                     |
|                  | Eurotiales                          |
|                  |                                     |
|                  | Chaetothyriales                     |
|                  |                                     |
|                  | Mycocaliciales                      |
|                  |                                     |
|                  | Coryneliales                        |
|                  |                                     |
|                  | Ascosphaerales                      |
|                  |                                     |
| Arachnomycetales | \| \| Arachnomycetaceae \| \| \| \| |
|                  | \| \| Arachnomycetaceae \| \| \| \| |
|                  | Monascaceae                         |
|                  |                                     |
|                  | Strigulaceae                        |
|                  |                                     |
|                  | Eremascaceae                        |
|                  |                                     |
|                  | Amorphothecaceae                    |
|                  |                                     |
|                  | Rhynchomeliola                      |
|                  |                                     |
|                  | Sarcinomyces                        |
|                  |                                     |
|                  | Cyanopyrenia                        |
|                  |                                     |
|                  | Calyptrozyma                        |
|                  |                                     |
|                  | Arthropycnis                        |
|                  |                                     |
|                  | Rhynchostoma                        |
|                  |                                     |
|                  | Azureothecium                       |
|                  |                                     |
|                  | Arachnomycetaceae                   |
|                  |                                     |

|  | Arachnomycetaceae |
|  |                   |